# Загородний Олексій Григорович
Олексі́й Григо́рович Загоро́дний (1904 , Розівка, Ананьївський повіт, Херсонська губернія, Російська імперія  — 9 вересня 1941 ) — український радянський партійний діяч. Депутат Верховної Ради УРСР першого скликання (1940–1941).

## Біографія
Народився 1904 року в селянській родині на Херсонщині. 1907 року батько з родиною переїхав до Юзівки (тепер Донецьк), де працював забійником на шахті. 1912 року був засуджений за революційну діяльність і разом з родиною висланий до Сибіру. 
Працювати почав з дитинства на сибірських лісових розробках. Після революції 1917 року повернувся на Україну.
1928 року закінчив Київський державний інститут народної освіти, працював на педагогічній роботі.
Член ВКП(б).
До 1938 року — директор Бериславського педагогічного технікуму на Херсонщині.
У 1938–1939 роках — директор і старший викладач кафедри соціально-економічних дисциплін Херсонського державного педагогічного інституту імені Надії Костянтинівни Крупської.
З квітня по листопад 1939 року — секретар Миколаївського обласного комітету КП(б) України з пропаганди.
У вересні — листопаді 1939 року — голова Тимчасового управління Дрогобицького повіту. Депутат Народних Зборів Західної України у жовтні 1939 року.
Після приєднання Західної України до УРСР, у листопаді 1939 — червні 1941 року — 2-й секретар Дрогобицького обласного комітету КП(б) України.
У березні 1940 року обраний депутатом Верховної Ради УРСР першого скликання по Самборському виборчому округу № 325 Дрогобицької області.
Під час німецько-радянської війни — батальйонний комісар, військовий комісар артилерійського постачання штабу Південно-Західного фронту. Загинув 9 вересня 1941 року.